# Campo San Barnaba
Campo San Barnaba és una plaça de Venècia situada al barri de Dorsoduro.
Està situat al llarg de la ruta principal que connecta la zona del Pont de l'Acadèmia amb la Piazzale Roma. Està dominada pel cos de l'església de San Barnaba que, amb la seva imponent façana neoclàssica, ocupa tot el costat sud de la plaça.
Per les seves característiques escèniques, s'ha utilitzat molt sovint com a plató de rodatge. Entre les pel·lícules més famoses que contenen escenes rodades aquí hi ha Summertime de David Lean, amb Katharine Hepburn i Rossano Brazzi i Indiana Jones i l'última croada, amb Harrison Ford.
El gener de 1441 va tenir lloc en aquest campo un espectacle curiós i pompós. En un pont instal·lat amb petites barques al canal proper, va tenir lloc una cursa de cavalls per celebrar el casament entre el fill del dux Francesco Foscari, Jacopo i Lucrezia Contarini. Aquesta curiosa cavalcada va estar seguida per l'arribada del Bucintoro amb 150 dames a bord i seguit de totes les embarcacions dels nobles. La processó va escortar la núvia fins al Palau Ducal.